# Ç̌
La C con cedilla y carón (Ç̌, ç̌) es una letra adicional utilizada en la transliteración de los Laz, georgiano, Avar y Udí en ciertas romanizaciones KNAB. Está compuesto por un C con una carón y una cedilla.

## Codificación
C con cedilla y carón se puede representar con los siguientes caracteres Unicode:
| Carácter      | Ç                                   | Ç                                   | ç                                 | ç                                 | ̌                | ̌                |
| ------------- | ----------------------------------- | ----------------------------------- | --------------------------------- | --------------------------------- | --------------- | --------------- |
| Unicode       | LATIN CAPITAL LETTER C WITH CEDILLA | LATIN CAPITAL LETTER C WITH CEDILLA | LATIN SMALL LETTER C WITH CEDILLA | LATIN SMALL LETTER C WITH CEDILLA | COMBINING CARON | COMBINING CARON |
| Codificación  | decimal                             | hex                                 | decimal                           | hex                               | decimal         | hex             |
| Unicode       | 199                                 | U+00C7                              | 231                               | U+00E7                            | 780             | U+030C          |
| UTF-8         | 195 135                             | C3 87                               | 195 167                           | C3 A7                             | 204 140         | CC 8C           |
| Ref. numérica | &#199;                              | &#xC7;                              | &#231;                            | &#xE7;                            | &#780;          | &#x30C;         |
| Ref. entidad  | &Ccedil;                            | &Ccedil;                            | &ccedil;                          | &ccedil;                          |                 |                 |